# Northwestern State University
Die Northwestern State University of Louisiana (auch NSU oder Northwestern State genannt) ist eine staatliche Universität in Natchitoches im US-Bundesstaat Louisiana. Sie wurde 1884 als Louisiana State Normal School gegründet und ist heute Teil des University of Louisiana System. Im Jahr 2005 waren 9.847 Studenten eingeschrieben. Neben dem Hauptcampus in Natchitoches gibt es eine Fakultät für Pflege in Shreveport und allgemeine Standorte in Leesville/Fort Polk sowie Alexandria. Die NSU war einer ersten 6 Hochschulen die an dem von der NASA aufgelegten Joint Venture Programm (JOVE) teilnehmen.

## Hochschulsport
Die Sportteams der Northwestern State University sind die Demons. Die Hochschule ist Mitglied in der Southland Conference.

## Bekannte Absolventen
- Bobby Hebert – American-Football-Spieler
- Jeremy Lane – American-Football-Spieler
- Jackie Smith – American-Football-Spieler